# Вербализация сознания
Вербализация сознания — это процесс трансформации бессознательного компонента психики, а также эмоционального, неоформленного содержания сознания, в словесно-логические формы. Касательно человека, можно говорить о том, что современная психология опирается на такие понятия, как вербализованные и невербализованные психические явления, когда речь заходит об общении или представлении абстрактного знания. В специальной психологической терминологии вербализация сознания означает в первую очередь точное словесное описание психотерапевтом того эмоционального опыта пациента, который он смог эмпатийно уловить.

## Вербализация и эмпатия
С психологической точки зрения, вербализация отличается от эмпатии тем, что психотерапевт способен более дифференцированно реагировать на высказывания пациентов, способен чувствовать оттенки эмоций, зачатки мотивации, которые зачастую не осознаются самими клиентами. Также важно учесть, что в этом случае происходит трансляция эмоционального опыта пациенту ему самому посредством терапевта, что, несомненно, облегчает терапию.
Стоит отметить, что вербализация сознания и эмпатия связаны друг с другом. При высокой степени вербализации терапевт способен быть более эмпатичным, нежели при ее низком значении. Он лучше различает в высказываниях больных экстернальное (внешнее) и интернальное (внутреннее) содержание, выявляет существенные акты переживаний, помогает пациенту прояснить их. Следовательно, происходит редукция невротической симптоматики.
Примерами низкой и высокой степени вербализации сознания могут служить два следующих ответа психотерапевтов на одно и то же высказывание пациента. Пациент: «Мне трудно, я хочу бросить свою жену; но я не могу сделать этого из-за жалости». При низкой степени вербализации психотерапевт скажет, что необходимо разобраться с этой проблемой, и не усложнять ситуацию. Терапевт с высокой степенью вербализации постарается проникнуть внутренним миром клиента, поставить себя на его место, прочувствует причины, по которым могло появиться чувство жалости.
Процесс вербализации несомненно имеет лечебный характер, так как формирование нового понимания у пациента само по себе приводит к изменению в прежней дезадаптивной системе представлений о себе и конфликтной ситуации. В условиях терапии, где эмпатическая коммуникация бессильна, вербализация является эффективным средством означивания внутреннего опыта и переживаний пациента, ослабления дезадаптивных психологических защит.
Таким образом, психотерапевт обязан развивать у себя подобное качество, поскольку не только в терапевтической ситуации, но и в жизни.

## Техники вербализации
Среди техник активного слушания можно выделить следующие техники вербализации:
1. Тип А - это повторение, дословное воспроизведение только что сказанного клиентом, цитирование;
2. Тип Б - это перефразирование, краткая передача сути высказывания партнера;
3. Тип В - это интерпретация, высказывание предположения об истинном значении сказанного или о причинах и целях высказывания партнера по общению.

В первой технике упор делается на умении запоминать сказанное пациентом, во второй - на точном и емком перефразировании, а в третьей - на построении определенных гипотез и их проверке о внутреннем мире партнера по общению.

## Исследование вербализации
К сожалению, исследований вербализации сознания мало в наше время, но полученные данные (в исследовании Ташлыкова В. А., Фробурга И., 1985) указывают на то, что ее развитие способствует расширению диапазона психологической чувствительности к аспектам сознания клиента и способствует развитию гибкости психотерапевтического поведения.